# An-Na’imijja (Aleppo)
An-Na’imijja (arab. النعيمية) – wieś w Syrii, w muhafazie Aleppo, w dystrykcie Manbidż. W 2004 roku liczyła 403 mieszkańców.